# Podbory Skawińskie
Podbory Skawińskie – stacja kolejowa w Borku Szlacheckim, w gminie Skawina, sąsiadującego z dzielnicą Podbory w Skawinie, w województwie małopolskim, w powiecie krakowskim.

## Ruch pasażerski
| Rok  | Wymiana pasażerska na dobę |
| ---- | -------------------------- |
| 2017 | –                          |
| 2022 | 100-149                    |

Podbory Skawińskie to przelotowa stacja, zbudowana w latach pięćdziesiątych XX w. Celem budowy stacji była obsługa Elektrowni Skawina, z której wyprowadzono bocznicę. Bocznica ta istnieje do dziś i jest dość intensywnie użytkowana. Sama stacja posiada 6 torów głównych oraz jeden tor boczny, zabezpieczony wykolejnicami z obydwu stron. Wjazd z bocznicy na stację zabezpieczony jest tarczą manewrową oraz żeberkiem ochronnym, tarczami zabezpieczono również przejazd kolejowy przed stacją od strony Skawiny. Od strony Spytkowic znajduje się ponadto żeberko wyciągowe z semaforem zaporowym. Ruch pociągów na stacji prowadzony jest przez nastawnię "PS", która posiada urządzenia przekaźnikowe z sygnalizacją świetlną. Od strony Spytkowic znajduje się również posterunek stwierdzający koniec pociągu oraz obsługujący przejazd kolejowy. Z nastawni dysponującej również obsługuje się rogatki na przejeździe.

## Szybka Kolej Aglomeracyjna
Podbory Skawińskie zostały ujęte w planach Szybkiej Kolei Aglomeracyjnej w Aglomeracji Krakowa w ramach linii SKA na trasie:
- Sędziszów – Kraków Główny – Podbory Skawińskie

Podczas modernizacji stacji przebudowano perony oraz wybudowano przejście podziemne pomiędzy nimi. Perony są dostosowane do potrzeb osób niepełnosprawnych.